# Iwan Ołeksijenko
Iwan Iwanowycz Ołeksijenko, ukr. Іван Іванович Олексієнко (ur. 5 listopada 1979) – ukraiński piłkarz grający na pozycji pomocnika lub napastnika.

## Kariera piłkarska

### Kariera klubowa
W 1997 rozpoczął karierę piłkarską w drużynie juniorskiej Metałurha Zaporoże. Na początku 1998 został powołany do służby wojskowej, podczas której grał w wojskowych drużynach CSKA-2 Kijów i WPS Kramatorsk. Po zakończeniu służby wojskowej wrócił do Metałurha Zaporoże. Latem 2003 przeszedł do sumskiego klubu Spartak-Horobyna, w barwach którego zakończył karierę w roku 2005.

### Kariera reprezentacyjna
W 2001 w składzie studenckiej reprezentacji występował na Letniej Uniwersjadzie.

## Sukcesy i odznaczenia

### Sukcesy reprezentacyjne
Ukraina studencka
- wicemistrz Letniej Uniwersjady: 2001

### Odznaczenia
- tytuł Mistrza Sportu Klasy Międzynarodowej: 2001